# Make Me Better
Make Me Better è una canzone interpretata dal rapper statunitense Fabolous, contenuta nell'album From Nothin' to Somethin' e vede la collaborazione del cantante Ne-Yo.
La rivista Vibe ha definito la canzone come la migliore del 2007.

## Il brano
La canzone fu inizialmente messa su internet il 9 aprile del 2007 per anticiparne l'uscita. Il brano è stato prodotto da Timbaland che ha dichiarato: il ritmo è unico nel genere e gli accordi sono così orecchiabili che sicuramente verranno utilizzati sulle canzoni future.

## Successo commerciale
Il brano ha debuttato alla 96ª nella classifica statunitense, per poi raggiungere l'ottava posizione, arrivando a superare un milione di vendite in patria, risultando il più grande successo del rapper Fabolous.

## Classifiche
| Classifiche (2007)                   | Posizione massima |
| ------------------------------------ | ----------------- |
| Canada                               | 79                |
| Stati Uniti                          | 8                 |
| U.S. Billboard Hot Rap Songs         | 1                 |
| U.S. Billboard Hot R&B/Hip-Hop Songs | 2                 |